# Osyris compressa
Osyris compressa é uma planta hemiparasita facultativa, principalmente sul-africana, da família Santalaceae. Até recentemente, o nome favorito era Colpoon compressum, mas por volta de 2001, o género Colpoon foi incluído em Osyris com base em estudos comparativos de ADN. Essa tarefa não é final, no entanto, e de acordo com a lista de plantas de Kew Gardens, o Colpoon compressum PJBergius, embora ainda em revisão, é o nome aceite.
Osyris compressa pode ser propagada por semente.